# Eugène Ortolan
Eugène Ortolan   (París, 1 d'abril de 1824 - París, 11 de maig de 1891) fou un diplomàtic i compositor musical francès.
Cursà simultàniament la carrera de Dret i la de Música, aconseguint el 1845 el segon premi de composició musical en el concurs obert per l'Institut de França. Després de doctorar-se en Dret, aconseguí diverses feines en el ministeri de Negocis estrangers. Com a jurisconsult se li deuen diverses obres notables, entre elles Des moyens d'acquérir le domaine international (1851); i Traité du droit de souveraineté territoriale et de l'equilibre politique.
Entre les seves obres musicals cal citar les operetes Lisette i La momie de Roscoco, estrenades ambdues a París el 1855 i el 1857 respectivament; l'oratori Tobie, basat en un poema de Léon Halévy, estrenat a Versalles el 1867, obra notable que fou molt celebrada: diverses obres simfòniques i algunes melodies vocals, peces de concert, ballables, etc.